# NGC 1335
NGC 1335 je galaksija u zviježđu Perzej.

## Vanjske poveznice
- SEDS: NGC 1335